# Teegardens stjärna b
Teegardens stjärna b är en exoplanet som potentiellt kan vara beboelig. Den kretsar inom den beboeliga zonen av Teegardens stjärna, en röd dvärgstjärna som ligger 12,5 ljusår från jorden.

## Upptäckt
I juli 2019 publicerade ett team bestående av mer än 150 forskare ledda av Mathias Zechmeister en granskad artikel i Astronomy & Astrophysics som en del av CARMENES-undersökningen, vilken stödjer existensen av två kandidatexoplaneter som kretsar kring Teegardens stjärna.
På grund av Teegardens stjärnas riktning och svaghet, var Doppler-spektroskopi (även känt som radialhastighetsmetoden) nödvändig för att upptäcka möjliga exoplaneter. Denna metod detekterar exoplaneter indirekt genom att observera deras effekter på en värdstjärnas radialhastighet, den hastighet som den rör sig mot eller bort från jorden. Dessa radialhastighetsanomalier resulterar i sin tur i Doppler-skiftningar som kan observeras med ett tillräckligt kraftfullt teleskop utrustat med en spektrograf.
För att åstadkomma detta använde teamet CARMENES-instrumentet på det 3,5 meter stora teleskopet på Spaniens Calar Alto-observatorium. Efter tre års observation framträdde två periodiska radialhastighetssignaler: en på 4,91 dagar (Teegardens stjärna b) och en annan på 11,41 dagar (Teegardens stjärna c).

## Värdstjärna
Teegardens stjärna är en lågmassig stjärna, med en massa på endast cirka 9% av solens massa. Den är också svalare än solen, med en temperatur på cirka 2,900 Kelvin (2,623 °C eller 4,760 °F). På grund av sin låga massa och temperatur är Teegardens stjärna inte särskilt ljusstark. Den har en skenbar magnitud på 15,1, vilket innebär att den är för svag för att kunna ses med blotta ögat.

## Omloppsbana
Teegardens stjärna b kretsar runt sin värdstjärna på ett avstånd av cirka 0,063 AU, vilket är ungefär 1/10 av avståndet från Merkurius till solen. Den har en omloppstid på cirka 4,9 dagar.

## Beboelig zon
En stjärnas beboeliga zon är regionen runt stjärnan där flytande vatten kan existera på ytan av en exoplanet. Den beboeliga zonen för Teegardens stjärna tros vara mellan 0,04 och 0,08 AU. Teegardens stjärna b kretsar inom denna zon, så den betraktas som en potentiellt beboelig exoplanet.

## Earth Similarity Index
Earth Similarity Index (ESI) är ett mått på hur lik en exoplanet är jorden. Den baseras på ett antal faktorer, inklusive exoplanetens massa, radie, temperatur och atmosfäriska sammansättning. Teegardens stjärna b har en ESI på 0,88, vilket är den högsta för någon exoplanet som hittats hittills. Det innebär att Teegardens stjärna b är mycket lik jorden när det gäller dess fysiska egenskaper.

## Atmosfärens sammansättning
Atmosfären på Teegardens stjärna b är inte välkänd. Dock har vissa studier föreslagit att den kan vara lik atmosfären på jorden. Det skulle innebära att Teegardens stjärna b potentiellt skulle kunna stödja liv.

## Framtida observationer
Framtida observationer av Teegardens stjärna b kommer att kunna ge mer information om dess atmosfär och huruvida den skulle kunna stödja liv. James Webb Space Telescope, som skickades upp i rymden på juldagen 2021, från rymdbasen Kourou i Franska Guyana, kommer att kunna studera atmosfärerna på exoplaneter i detalj. Detta skulle kunna hjälpa oss att avgöra om Teegardens stjärna b faktiskt är beboelig.